# Ефимова, Наталья (футболистка)
Наталья Ефимова (9 февраля 1991, Краснокамск, Пермский край) — российская футболистка, полузащитница.

## Биография
В начале карьеры выступала за резервные команды пермского клуба «Звезда-2005», в том числе играла в первом дивизионе России. Весной 2012 года перешла в клуб «Мордовочка» (Саранск), в его составе дебютировала в матче высшей лиги 26 апреля 2012 года против «Измайлово», отыграв первый тайм. Летом 2012 года вернулась в «Звезду-2005», где стала игроком основного состава и в сезоне 2012/13 провела 11 матчей в высшей лиге, также в том сезоне стала обладательницей Кубка России. В 2013—2014 годах снова играла за «Мордовочку». Всего в высшей лиге России сыграла 43 матча.
С 2014 года играет за ЖФК «Краснокамск». В большом футболе выступает на любительском уровне в первенстве Пермского края. В мини-футболе принимала участие в матчах первого и высшего дивизиона России. В сезоне 2014/15 заняла второе место в споре бомбардиров первой лиги в зоне «Урал» (18 голов). В ходе сезона 2017/18 входила в число лидеров среди бомбардиров высшей лиги.